# Волчанка (Ульяновская область)
Волчанка — село Радищевского района, административный центр Ореховского сельского поселения. 

## География
Находится на расстоянии примерно 23 километра по прямой на северо-восток от районного центра поселка Радищево.

## История
Поселок основан по Столыпинской реформе в 1909 году на 22 оброчной статье Софьинского имения Симбирского отделения КПБ. Изначально он располагался по двум берегам урочища "Сухая Кубра" в виде четырех отдельно стоящих поселений № 1,2,3,4. с усадебными участками на 38 дворов . С двух сторон он граничил с землями Ново Рачейских крестьян . Заселен крестьянами Волчанских хуторов Волчанского уезда Харьковской губернии от этого в дальнейшем и образуется название поселка.  в 1925 году  из Мордовии Березниковского района сел Косогоры, Починки и Большие Березняки поселится в  Волчанке большая мордовская диаспора и назовет свое поселение Новый Свет. 
Население составляло 364 человека в 2002 году (русские 83%), 320 по переписи 2010 года.